# ФК Фейенорд
„Фейенорд“ (на нидерландски: Feyenoord) е нидерландски футболен отбор от Ротердам.
Заедно с ПСВ Айндховен и Аякс Амстердам формира „голямата тройка“ на нидерландския футбол. В последни години клубът не показва убедителни резултати, но все пак се доказва като един от лидерите в първенството.

## Успехи
Национални:
- Първи клас (до 1955) / Висша дивизия (след 1956)-Ередивиси:
  -  Шампион (16): 1923/1924, 1927/1928, 1935/1936, 1937/1938, 1939/1940, 1960/1961, 1961/1962, 1964/1965, 1968/1969, 1970/1971, 1973/1974, 1983/1984, 1992/1993, 1998/1999, 2016/2017, 2022/23
- Купа на Нидерландия:
  -  Носител (14): 1930, 1935, 1965, 1969, 1980, 1984, 1991, 1992, 1994, 1995, 2008, 2016, 2018, 2024
- Суперкупа на Нидерландия:
  -  Носител (5): 1991, 1999, 2017, 2018, 2024

Международни:
- Шампионска лига (КЕШ):
  -  Носител (1): 1970.
- Купа на УЕФА/ Лига Европа:
  -  Носител (2): 1974, 2002.
- Междуконтинентална купа:
  -  Носител (1): 1970.
- Интертото:
  -  Носител (1): 1961/62

## Известни бивши футболисти
- Джовани ван Бронкхорст
- Ромео Кастелен
- Йохан Кройф
- Вилем ван Ханегем
- Пиер ван Хойдонг
- Роналд Куман
- Дирк Койт
- Рой Макай
- Робин ван Перси
- Жоржиньо Вейналдум
- Стивън Бергхаус
- Барт Гоор
- Андрей Желязков
- Йон Дал Томасон
- Саломон Калу
- Бонавентура Калу
- Йежи Дудек
- Игор Корнеев
- Хенрик Ларсон

## Български футболисти
- Андрей Желязков: 1981/84 (76 мача - 30 гола)
- Иван Бандаловски: 2005/06 (0 мача - 0 гола)
- Пламен Андреев: 2024/ (1 мач - 0 гола)

## Бивши треньори
- Ернст Хапел
- Вуядин Бошков
- Вилем ван Ханегем
- Ари Хаан
- Лео Беенхакер